# Mauritânia nos Jogos Olímpicos de Verão da Juventude de 2010
A Mauritânia participou dos Jogos Olímpicos de Verão da Juventude de 2010 em Cingapura. Os quatro atletas de sua delegação competiram em provas do atletismo.

## Atletismo
| Evento           | Atleta                | Qualificação    | Qualificação | Final      | Final         |
| Evento           | Atleta                | Resultado       | Posição      | Resultado  | Posição       |
| ---------------- | --------------------- | --------------- | ------------ | ---------- | ------------- |
| 1000 m feminino  | Aicha Fall            | 3:38.36         | 29º (13º q2) | Não largou | -- (Final D)  |
| 200 m feminino   | Aichetou Kone         | 28.86           | 17º (6º q1)  | Não largou | --º (Final C) |
| 100 m masculino  | Mohamed Ould Medhadtt | 11.97           | 28º (5º q3)  | Não largou | -- (Final D)  |
| 3000 m masculino | Saleck Khattat        | Desclassificado | --           | Não largou | -- (Final B)  |